# Elettrodo a vetro
L'elettrodo a vetro è un particolare elettrodo a membrana messo a punto da Fritz Haber, nel 1909. È il dispositivo più usato nei laboratori chimici per la misura del pH. Deve la sua diffusione al relativo basso costo e alla praticità d'uso, di gran lunga maggiore rispetto all'elettrodo standard a idrogeno.
Il principio del funzionamento dell'elettrodo a vetro è simile a quello della pila. La differenza di concentrazione di ioni carichi positivamente, come gli ioni idronio (H3O+), da parte e l'altra di una membrana di vetro sottilissima (0,1 mm circa), genera un potenziale elettrico, il potenziale di membrana. Questo è proporzionale al pH della soluzioni acquose nella quale il piaccametro è immerso.

## Descrizione
Gli elettrodi a vetro disponibili sul mercato combinano in un unico corpo l'elettrodo a vetro vero e proprio, che funge da elettrodo di misura, e il secondo elettrodo interno usato come riferimento. Un elettrodo a vetro di questo genere viene detto "combinato".
L'elettrodo a vetro deve il nome al fatto che la sua parte sensibile al pH è una sottile membrana di vetro; il potenziale elettrico che si viene a creare sui due lati, interno ed esterno, della membrana è funzione del pH della soluzione in cui la sonda viene immersa. La quasi totalità degli elettrodi in commercio è sensibile a ioni con una sola carica, come H+, Na+ o Ag+.  Esistono alcuni elettrodi a vetro sensibili a ioni doppiamente caricati, come Pb2+, Cd2+ e alcuni altri.

## L'elettrodo a vetro combinato

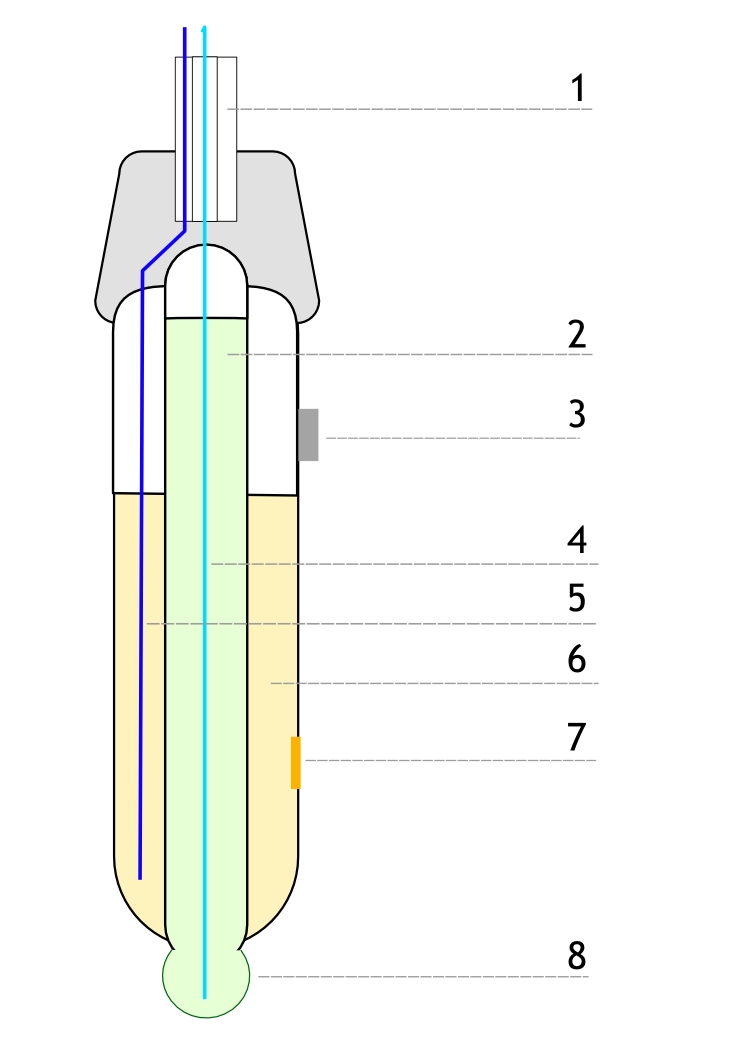
Schema di un elettrodo a vetro combinato

In genere si compone di un tubo di vetro incamiciato da un tubo esterno in cui sono contenuti un filo d'argento, del cloruro d'argento e un elettrolita (generalmente una soluzione di cloruro di potassio) che fungono da elettrodo di riferimento. Anche nel tubo interno si trovano un filo d'argento, del cloruro d'argento e un elettrolita, all'elettrolita è aggiunta una soluzione tampone; questi fungono da elettrodo di misura.
Il tubo interno è in contatto con la soluzione del campione da misurare attraverso una membrana di vetro sottile posta alla sua estremità; il tubo esterno è in contatto con la soluzione del campione da misurare attraverso un diaframma poroso che funge da ponte salino. Sul tubo esterno è inoltre presente un tappo rimovibileper operazioni di manutenzione, quali il sostituire o riportare a livello l'elettrolita esterno.
Lo schema elettrochimico complessivo è il seguente:
Ag | AgCl | soluzione di KCl || membrana di vetro || soluzione del campione || diaframma || soluzione di KCl | AgCl | Ag
La parte sensibile al pH è la membrana di vetro sottile sui cui strati superficiali esterno e interno avviene lo scambio tra gli ioni Na+ del vetro e gli ioni H+ delle soluzioni con cui queste superfici sono in contatto. La faccia interna è a contatto della soluzione tamponata a pH noto e fisicamente isolata dall'ambiente esterno, la faccia esterna è a contatto della soluzione sottoposta a misura: se questa è acida si avrà un accumulo di ioni H+ sullo strato superficiale della membrana, se è basica si avrà un impoverimento di ioni H+ sullo strato superficiale della membrana. Il potenziale elettrico registrato dall'elettrodo è dovuto a questo squilibrio tra gli ioni H+ presenti sugli strati superficiali interno ed esterno della membrana.
Questo potenziale, inviato al pH-metro tramite il cavo coassiale, viene amplificato e visualizzato in unità di pH corrispondenti.
Un normale elettrodo a vetro combinato è lungo circa 15-20 centimetri e ha un diametro di circa 1,5 centimetri.